# Марьяновка (Здолбуновская городская община)
Марья́новка (укр. Мар'янівка) — село в Здолбуновской городской общине Ровненского района Ровненской области Украины.
До 2020 года входило в Здолбуновский район.
Население по переписи 2001 года составляло 102 человека. Почтовый индекс — 35720. Телефонный код — 3652. Код КОАТУУ — 5622682802.